# سيريل والكر
سيريل والكر (بالإنجليزية: Cyril Walker)‏ (و. 1939 – 2009 م) هو إحاثي، وعالم طيور، من المملكة المتحدة، توفي عن عمر يناهز 70 عاماً.